# Скотт Пілігрим
«Скотт Пілігрим» (англ. «Scott Pilgrim») — серія коміксів, створена Браяном Лі О'Меллі, яка складається з шести томів, випущених між серпнем 2004 року та липнем 2010 року незалежним видавцем коміксів «Oni Press» у Портленді. У серії розповідається про життя 23-річного канадця Скотта Пілігрима: лінивого прихильника відеоігор, учасника музичної групи (бас-гітара), який живе в квартирі свого друга-ґея в Торонто. Йому подобається Рамона Флаверс, (Ramona Flowers), яка нещодавно переїхала в Канаду, але щоб завоювати її серце, йому потрібно перемогти сімох «злих колишніх» Рамони.
Серія коміксів і її головний герой названі на честь пісні 1998 року «Scott Pilgrim» канадського гурту «Plumtree», а також на честь музиканта Філліпа Пілігріма.
Екранізація коміксу під назвою «Скотт Пілігрим проти світу» (режисер Едгар Райт, в головній ролі Майкл Сера) вийшла в прокат в серпні 2010 року, через місяць після виходу останнього тому серії. Гра за мотивами серії коміксів, під назвою «Scott Pilgrim vs. the World: The Game», була випущена 10 серпня 2010 року студією «Ubisoft Montreal».
Перший сезон анімаційного серіалу «Скотт Пілігрим стає до бою» вийшов на Netflix 17 листопада 2023 року.

## Розробка
Створити серію про персонажа Скотта Пілігрима автора Браяна Лі О'Меллі надихнуло прослуховування однойменного синглу канадського гурту «Plumtree» 1998 року «Scott Pilgrim», яку співачка гурту описує як "позитивну... але також гірко-солодку". Зокрема О'Меллі був натхненний ліричним текстом "Ти подобався мені тисячу років".

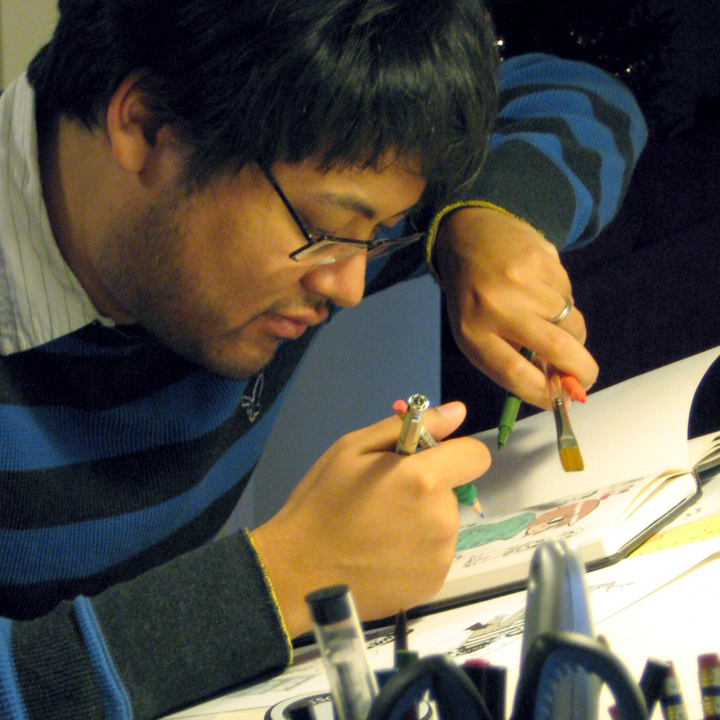
Браян Лі О'Меллі

О'Меллі хотів написати історію у стилі шьонен, хоча на той час він прочитав лише одну таку серію Ranma ½; на початку 2000-х японська манґа ще не досягла значної популярності в Північній Америці. У 2002 році, коли він закінчував одну зі своїх серій Lost at Sea, його сусід по кімнаті, який працював в магазині коміксів, подарував йому сатиричну книгу «Навіть мавпа може малювати манґу» від Коджі Айхари та Кентаро Такекума, який згодом став його головним джерелом натхнення під час роботи. Прочитавши книгу, О'Меллі зрозумів, що, незважаючи на сатиричний тон, вона може стати ефективним путівником щодо того, як працює японська індустрія коміксів. Для створення персонажів автор надихався елементами американських та японських коміксів, головним чином Руміко Такахаші та Ацуко Накаджіма. Також, під час роботи над 3 і 4 томом, на О'Меллі вплинула творчість Осаму Тедзуки. Стосовно аніме FLCL О'Меллі сказав, що хоча це і вплинуло на стиль, але воно «не було настільки прямим впливом на Скотта Пілігріма, як люди думають».
Спершу автор малював комікс чорно-білим, оскільки це було дешевше, ніж робити серію одразу в кольорі, і нагадувало естетику манґи. Сценарій та основний напрямок історії були написані частково на комп'ютері, а нотатки робилися на блокнотах або в альбомах для малювання. Сам О'Меллі створив більшу частину матеріалу для Скотта Пілігрима. Коли почалась робота над шостим томом, він найняв двох помічників.
О'Меллі очікував, що Скотт Пілігрім продасть близько 1000 примірників. Але серіал натомість розійшовся мільйонними тиражами та отримав екранізацію. О'Меллі згадав індустрію коміксів Сполучених Штатів і те, чим вона відрізняється від індустрії японських коміксів; компанії коміксів у Сполучених Штатах спеціалізуються на коміксах про супергероїв, і багато нових концепцій походять від андеграундних коміксів. У Сполучених Штатах також не вистачає щотижневих і щомісячних журналів коміксів, а американські компанії коміксів загалом не мають такої системи редакторів і помічників, яку мають японські компанії коміксів.

## Сюжет

### Скотт Пілігрим і його чудове маленьке життя (Scott Pilgrim's Precious Little Life)
Перший том знайомить читача зі Скоттом Пілігримом, 23-літнім канадським ледарем, який живе в Торонто в одній квартирі (та навіть спить на одному ліжку) зі своїм другом, саркастичним 25-річним геєм Воллесом Веллзом (Wallace Wells). Скотт, який вже майже рік важко переживає розрив зі своєю колишньою дівчиною, 24-літньою Наталі В. «Енві» Адамс (Nataly V. «Envy» Adams), починає зустрічатись з 17-літньою старшокласницею, китаянкою Найвз Чау (Knives Chau). Хоча його друзі вважають це обурливим, оскільки їй лише 17, Скотт не вважає це великою проблемою, оскільки вони спілкуються лише про її шкільне життя. Під час телефонної розмови з його сестрою Стейсі натякають, що ці стосунки є спробою Скотта пережити колишню. Скотт приводить Найвз на репетицію маловідомої групи «Sex Bob-omb», яка проходить вдома у 20-літнього Ніла «Юного Ніла» Нордеграфа (Neil «Young Neil» Nordegraf) і 22-літнього Стівена Стіллза (Stephen Stills). У цій групі Скотт грає на бас-гітарі разом зі своїми друзями: гітаристом Стівеном і 23-літньою барабанщицею Кімберлі «Кім» Пайн (Kimberly «Kim» Pine), і отримує в лиці Найвз палку прихильницю їх творчості.
У той же час у снах Скотта починає з'являтися незнайома йому дівчина на роликових ковзанах. Випадково виявивши, що вона існує і в реальному світі, Скотт зустрічає її на вечірці у 22-річної стерви Джулі Паверс (Julie Powers), дівчини, з якою то зустрічається, то розходиться Стівен Стіллз. Скотт з'ясовує, що дівчину на роликових ковзанах звуть Рамона Вікторія Флаверс (Ramona Victoria Flowers), вона працює кур'єром в amazon.com, а також недавно переїхала в Торонто з Нью-Йорка після важкого розриву з кимось на ім'я Гідеон. Скотт остаточно в неї закохується і знаходить привід для побачення. На побаченні з'ясовується, що Рамона користується у своїй роботі підпросторовими магістралями, одна з яких проходять прямо через голову (а отже і сни) Скотта.
Уникаючи важких пояснень, Скотт затягує з розривом своїх відносин з Найвз, і це створює любовний трикутник, в якому Скотт зустрічається і навіть цілується з обома дівчатами одночасно. Найвз і Рамона обидві приходять на концерт, де повинна виступати група «Sex Bob-omb» і її конкуренти, група «Crash and the Boys». Коли підходить черга «Sex Bob-omb», на сцені раптом з'являється хлопець, який називає себе Меттью Пателом (Matthew Patel), і викликає Скотта на поєдинок. Коли Скотт, за підтримки своїх друзів перемагає Патела, який володіє таємничими супер-здібностями, Рамона пояснює йому, що це був її перший хлопець, і для того, щоб з нею зустрічатися, Скотт повинен буде перемогти ще шістьох її «злих колишніх». Скотт погоджується, але коли він запитує, чи буде Гідеон одним з його супротивників, Рамона мовчки відвертає голову, яка раптом починає світитися.

### Скотт Пілігрим проти всього світу (Scott Pilgrim vs. the World)
7 років тому. 16-річний Скотт Пілігрим переходить в Католицьку Школу Святого Джоела (St. Joel's Catholic High School) в Північному Онтаріо. Викликаний за бійку з хуліганами до директора, Скотт знайомиться там з дівчиною на ім'я Ліза Міллер (Lisa Miller), яка відразу починає йому симпатизувати. Разом вони намагаються заснувати музичну групу «Sonic & Knuckles», і вирішують взяти в неї Кім Пайн, яка займається географією в одному класі зі Скоттом, і грає на барабанах в шкільному оркестрі. Цим планам заважають хлопці з сусідньої Бенвінської Фізико-Математичної Школи (Benvie Tech High School) на чолі з Саймоном Лі (Simon Lee), які викрадають Кім, але Скотт їх перемагає, після чого у нього з Кім зав'язується роман, який триває до тих пір, поки Скотт не переїжджає в Торонто.
Розповідь повертається до 23-річного Скотта, від якого його сусід Воллес вимагає порвати з Найвз, погрожуючи в іншому випадку розповісти про все Рамоні. Скотт розстається з Найвз якраз після її освідчення в коханні.
Тим часом Скотт готується до битви з другим колишнім Рамони, актором бойовиків і колись професійним скейтером Лукасом Лі (Lucas Lee), який як раз в цей час бере участь в зйомках сцени чергового фільму на тлі Каса Лома. Лукас Лі виявляється набагато сильнішим ніж Скотт, але не особливо агресивним хлопцем. Лі легко перемагає Скотта, після чого розповідає про те, як Рамона розбила йому серце і пропонує за гроші сказати Гідеону, що в бійці переміг Скотт. Скотт дивується «продажності» Лукаса і між ними виникає сварка. У бійці у Скотта немає шансів, тому він перемагає хитрістю, «на спір» переконуючи Лукаса Лі з'їхати на скейтборді по поручнях Болдвінських сходів, в результаті чого Лі розбивається на монетки.
Одночасно з цим Найвз Чау намагається з'ясувати, чому Скотт її кинув, і дізнається про його нову дівчину. Вирішивши, що Рамона забрала у неї хлопця, Найвз починає стежити за ними обома, намагається бути схожою на Рамону (зокрема, фарбує волосся) і навіть нападає на неї в Довідковій Бібліотеці Торонто, озброєна кинджалами, але безуспішно. Під час битви Найвз також згадує, де вона вже бачила Рамону і розуміє, що Скотт почав зустрічався з Рамоною до того, як порвав з нею.
В кінці тому Скотт отримує дзвінок від Енві Адамс, яка просить «Sex Bob-omb» виступити на розігріві у її групи «The Clash at Demonhead». Нагадування про дівчину, яка його кинула, викликає у Скотта болісні переживання. Скотт і його друзі приходять подивитися на «The Clash at Demonhead» і дізнаються, що Найвз почала зустрічатися з Нілом Молодшим, а басист в групі Енві — третій злий колишній Рамони, Тодд Інграм (Todd Ingram).

### Скотт Пілігрим та безмежна журба (Scott Pilgrim & the Infinite Sadness)
Дія третього тому починається зі сварки в гримерці між компанією Скотта Пілігрима і компанією Енві Адамс, яка перейшла в бійку Скотта з Тоддом Інграма. На жаль Скотт дізнається, що Тодд — веган, і тому має телекінетичну суперсилу. Від поразки Скотта рятує тільки те, що Енві мало такої швидкої перемоги, і вона пропонує перенести битву в інше місце і час.
Оповідання всього тому постійно переривається сценами з минулого. У них розповідається, що Скотт, Енві, Стівен і Джуллі разом вчилися на першому курсі. Що саме там Скотт Пілігрим вперше знайомиться з замкнутою і непомітною дівчиною — Наталі В. Адамс, майбутньою Енві, і заводить з нею роман. Що в той час, Скотт, Наталі і Стівен Стіллз утворили музичну групу «Малюк Хамелеон». Що в якийсь момент, Наталі різко змінила імідж, перетворившись в стильну, самовпевнену стерву під новим ім'ям Енві, а їх відносини зі Скоттом почали розвалюватися. І що саме тоді Скотт, подружився з Воллесом. Остаточно Скотт і Енві розсталися в період, коли Енві взяла в свої руки контроль над «Малюком Хамелеоном», перетворивши її в успішну групу, в якій, проте, ні Скотту, ні Стівену місця вже не знайшлося.
У вечір концерту «The Clash at Demonhead», на розігріві яких виступають «Sex Bob-omb» і «Crash and the Boys», персонажі знову зустрічаються в одному місці. Розмова Енві з Рамоною переростає в сварку, а потім і в бійку, від поразки в якій Рамону рятує тільки підтримка Воллеса, Скотта і, несподівано, Найвз Чау. Енві, яка програла бій, кличе на допомогу Тодда, але в результаті дізнається, що Тодд їй зраджує з барабанщицею, Лінетт Гікотт (Lynette Guycott). Енві сама нападає на Тодда, але Тодд відповідає їй телекінетичними ударом. Скотт втручається, захищаючи свою колишню дівчину, і між ними починається битва.
У розпочатій битві Тодд використовує своє неймовірне вміння грати на бас-гітарі, але за Скотта раптово заступаються хлопці з «Crash and the Boys», які в результаті невпинних репетицій навчилися «управляти чистими звуковими хвилями тільки за допомогою важкої праці і сили волі». І навіть для них Тодд виявився б занадто сильним, якби не поява веганської поліції, яка в критичний момент позбавляє Тодда його суперсил за неодноразові порушення веганської дієти. Без цих сил Тодд відразу програє Скотту, який отримує за перемогу над ним додаткове життя. Крім того, так як «The Clash at Demonhead» не можуть виступати без басиста, решта вечора дістається виступу «Sex Bob-omb», які завойовують нових прихильників.

### Скотт Пілігрим береться за розум (Scott Pilgrim Gets It Together)
У четвертому томі Кім переїжджає жити до своїх друзів Голлі і Джозефа. Стівен знаходить студію для звукозапису в кімнаті Джозефа і просить його допомогти записати перший альбом «Sex Bob-omb». Рятуючись від спеки, Скотт заходить в торговий центр, де він знову зустрічає Лізу Міллер. Він знайомить її з Рамоною і іншими. Тим часом, Найвз і її подруга Тамара помічають що хтось порізав фотографію Скотта в кімнаті Найвз.
Рамоні набридає бігати по дивним снах Скотта серед білого дня, і вона рекомендує йому знайти роботу. Кім приводить його в вегетаріанський ресторан «Щасливе авокадо», де працює Стівен, і Скотт влаштовується там мити посуд. Незабаром після цього, на Скотта і Кім нападає загадковий самурай, який розсікає трамвай мечем надвоє і бігає за ними, поки вони не стрибають через підпросторовий портал. Наступного дня, Скотт і Воллес йдуть на зустріч зі своїм домовласником, який вимагає, щоб вони продовжили оренду або з'їхали до кінця серпня. Воллес рекомендує Скотту переселитися до Рамони. Поки Скотт роздумує над цією ідеєю, на нього нападає дівчина-«напівнінздя», яка тут же зникає. Наступного дня Скотт бачить ту ж дівчину з Рамоною в «Щасливому авокадо». Він дізнається що ця дівчина — Роксана «Роксі» Ріхтер (англ. Roxanne «Roxie» Richter), четверта колишня Рамони. Оскільки Скотт не хоче битися з дівчиною, озброєною мечем, він ховається в безрозмірній сумочці Рамони, а Рамона стрибає в підпросторовий портал, щоб побитися з Роксі. Перемігши Рамону, Роксі йде. Рамона погоджується тимчасово пожити зі Скоттом, але потім вона його виганяє, підозрюючи, що Скотту подобається Ліза.
Скотт йде до Лізи, так як Воллес не пускає його переночувати. Ліза згадує їх шкільну дружбу і питає Скотта, чи не варто їм зав'язати роман. Прокинувшись від сну, в якому його намагалася вбити Роксі (яка вміє користуватися підпросторовими порталами), Скотт не пам'ятає що відбулося вночі, але Ліза заспокоює його, кажучи, що нічого між ними не відбулося. Більш того, він зізнався що любить Рамону. Скотт повертається в ресторан і просить, щоб його знову найняли (його звільнили після бійки з Роксі). Скотт йде в кав'ярню, де працює його сестра, але зустрічає там Найвз, яка теж там працює. Раптово, на нього знову нападає той самурай, в якому Найвз впізнає свого батька, якому не до вподоби те, що його дочка зустрічається з білим хлопцем. Скотт знову стрибає в підпростір і опиняється в голові Рамони. Він бачить Рамону, яка є рабинею тіньової фігури. Рамона виганяє Скотта зі своєї голови. Перш ніж Скотт може освідчитися їй у коханні, він дізнається, що Роксі провела ніч в квартирі Рамони, і його голова починає світитися. Рамона просить його прогулятися. Скотт зустрічає свою темну сутність, але вирішує повернутися до Рамони. Він дізнається, що на Рамону напав батько Найвз. Рамона обманом змушує містера Чау битися з Роксі. Коли Скотт розуміє, що він був боягузом, він збирається і освідчитися Рамоні в коханні, тут же отримуючи Меч Кохання, який вилазить з його грудей. Скотт перемагає Роксі в стилі «Ninja Gaiden», яка перед смертю попереджає його про якихось близнюків. Скотт вибачається перед містером Чау, який йде, знайшовши повагу до Скотту. Скотт переїжджає до Рамони, після чого всі збираються на прощальну вечерю для Лізи. Рамона розповідає, що їй 24 роки.

### Скотт Пілігрим проти Всесвіту (Scott Pilgrim vs. the Universe)
Скотту вже 24. Він і його друзі відвідують чергову вечірку у Джулі, на якій Рамона бачить своїх двох наступних злих колишніх — близнюків Кайла і Кена Катаянагі (Kyle & Ken Katayanagi). Скотт готується до бійки з ними, але замість цього б'ється з їх роботом — Робот-01, якого він перемагає. Тим часом, Найвз розмовляє зі Стівеном, який назавжди порвав з Джулі і який пояснює Найвз що Скотт зраджував їй з Рамоною. Вона сумнівається що Рамона про це знає. Надворі листопад, і відносини Скотта і Рамони продовжують погіршуватися. Рамоні все більш нудно зі Скоттом, який починає підозрювати що її знову цікавить Гідеон. Рамона говорить Скотту, що їй не подобається «Sex Bob-omb» і те, що у їх групи не було виступів з тих пір як Стівен почав «записувати» альбом. Під час жахливого виступу групи через відсутність практики на Скотта нападає черговий робот близнюків, якого Скотт знищує зламавши об нього свою гітару. Тим часом, Найвз зустрічає Рамону в туалеті і розповідає їй, що Скотт їм обом зраджував. Скотт забув ключі від квартири, і Рамона відмовляється його впустити. Скотт ночує у Воллеса, який живе зі своїм хлопцем Мобілем.
Наступну ніч Скотт проводить вдома у Кім, і він просить її допомогти йому помиритися з Рамоною. Зустрівшись на наступний день в кафе, Кім помічає, що у Рамони світиться голова, про що сама Рамона і не підозрює. Друзі знову відвідують чергову вечірку Джулі, на якій Скотту знову доводиться битися з роботом. Тим часом, Кім підходить до Рамони на балконі і, помічаючи її голову, яка світиться, робить знімок на свій телефон, щоб показати Рамоні. Кім і Рамона напиваються. Перемігши робота, Скотт приєднується до них. Пізніше Кім повертається додому на метро, але її викрадають близнюки. У ліжку Рамона запитує Скотта чи дійсно він зраджував Найвз з нею і каже йому, що він — майбутній злий колишній. Скотт побоюється, що Рамона його кине. Поки Рамона вранці приймає душ, Скотт дізнається про викрадення Кім. Незважаючи на похмілля, він біжить на будівництво, щоб урятувати її. Під час битви з близнюками, вони пояснюють що Рамона зрадила їм обом, натякаючи що Скотт б'ється не за ту дівчину. Бачачи, що Скотт програє, Кім бреше йому про SMS, отримане від Рамони, що дає Скотту сили перемогти близнюків.
Скотт біжить додому, де він бачить Рамону з новою зачіскою. Вона каже Скотту, що була нехорошою людиною, після чого її голова починає світитися, і Рамона зникає. Намагаючись знайти її, Скотт ненароком випускає її кота і залишає ключі в квартирі. Наступні кілька днів, Скотт ночує у друзів, намагаючись заманити кота Рамони і постійно плутаючи людей з Гідеон. Кім повертається до батьків на північ, приймаючи вибачення Скотта за свою поведінку. Переїхавши на нову квартиру, куплену батьками, Скотт читає лист, написаний Рамоною Гідеону, в якому вона пише, що не збирається повертатися до нього. Поки Скотт роздумує над листом, йому телефонує Гідеон, запитуючи, коли Скотт хоче померти.

### Скотт Пілігрим та його зоряний час (Scott Pilgrim's Finest Hour)
Шостий і заключний том Scott Pilgrim під назвою «Scott Pilgrim's Finest Hour» був анонсований 19 березня 2010 і випущений 20 липня 2010 року.
Минуло чотири місяці з тих пір, як зникла Рамона. Скотт даремно гає час на відеоігри, незважаючи на поради друзів. На вечірці, він дізнається що Найвз готується їхати до університету і зустрічає Енві, яка готується представляти свій сольний альбом. Пізніше, Енві каже, що піклується про Скотта, і розповідає що їхні стосунки припинилися через суперечку, яку почав Скотт, хоча сам Скотт не може цього згадати. Під час розмови, з'являється Гідеон, який є новим хлопцем Енві. Скотт тікає. 
Щоб підбадьорити Скотта на бій з Гідеон, Воллес посилає його на північ на «відпустку в глушині». За цей час, Скотт намагається відновити свої відносини з Кім, але вона цього не бажає, стверджуючи, що він невірно згадує їх попереднє розставання. Виявляється, Саймон Лі, якого тоді побив Скотт, не був великим лиходієм, як він це пам'ятає, а слабаком, з яким зустрічалася Кім. Також, Скотт ніколи не говорив Кім, що переїжджає в Торонто. Вона це дізналася вже від Лізи. Дізнавшись про це, голова Скотта знову починається світитися, і з'являється НегаСкотт. Скотт бажає перемогти його, щоб забути про Рамону і продовжити своє життя наче й не було нічого. Кім нагадує, що він не може постійно тікати від помилок. Скотт згадує Рамону і зливається з НегаСкоттом, згадуючи все і усвідомлюючи свою провину в попередніх відносинах. Кім цілує його на прощання, і Скотт повертається в Торонто щоб повернути Рамону.
Скотт приходить в новий клуб Гідеона, «Театр „Хаос“», де Енві готується до свого сольного дебюту. Енві починає співати, коли на Скотта нападає Гідеон, розлючений через те, що Рамона не з ним. Коли Скотт відмовляється стати членом Ліги, Гідеон краде його Меч Кохання і пронизує його їм. Скотт опиняється в пустелі, де він бачить Рамону. Вона вибачається і намагається пояснити, чому пішла, хоча це залишається невідомим читачеві. Вони миряться, але Рамона нагадує Скотту, що він мертвий. Але тут з'являється додаткове життя, яке він отримав після перемоги над Тоддом Інграмом. Скотт оживає, і з його грудей вистрибує Рамона. Гідеон розповідає, що тримає всіх своїх колишніх в анабіозі. Одна з капсул порожня, в неї Гідеон хоче помістити Рамону. Рамона нагадує, що Гідеон сам не хотів її, коли вони були разом, хоча Гідеон пам'ятає все інакше. Гідеон б'ється з Рамоною і Скоттом і розповідає, що Лігу він сформував випадково, напившись після того, як Рамона пішла, і помістивши оголошення на Крейгслісті.
Рамона намагається використати світіння, щоб втекти в підпростір, але Гідеон пронизує її мечем. Він пояснює, що світіння є емоційною зброєю, яке заковує людей у власній голові, після чого їх поглинає огида до самих себе. Дізнавшись від Рамони, що Гідеон в прямому сенсі може залізти в її голову, Скотт стрибає туди через портал в сумці дівчини. Скотт бореться з Гідеоном, і це дає Рамоні сили вигнати його. Рамона забирає Меч Кохання, зцілюючи свої рани, але рве свою сумку. Коли Скотт бачить, як Гідеон поводиться з Енві, він починає його розуміти і отримує Меч Розуміння. Під час битви Гідеон розкриває, що весь цей час стежив за Скоттом і Рамоною завдяки магістралі в голові Скотта, змінюючи в цей час його спогади. Незважаючи на спроби Гідеона обманом змусити Скотта і Рамону битися один з одним, вони об'єднують свої сили і одночасно вбивають його.
Скотт і Енві обіймаються як старі друзі, а колишні дівчата Гідеона прокидаються від анабіозу не розуміючи, що сталося. Рамона розповідає, що весь цей час пропадала в лісовому будинку батька, намагаючись влаштувати собі «відпочинок в глушині». Вона вирішує дати їхнім стосункам ще один шанс. На заключних сторінках Скотт працює разом зі Стівеном другим кухарем, Стівен розповідає, що він гей, і що Джозеф — його хлопець, Скотт і Кім формують нову групу (ще жахливішу, ніж попередня), а Найвз їде в університет. Скотт зустрічається з Рамоною, і вони вирішують разом боротися з труднощами відносин, і, тримаючись за руки, йдуть до підпросторових дверей.

## Видання
Загальний тираж видань серії коміксів перевищив 1 млн екземплярів. У зв'язку з швидко зростаючою з кожним томом популярністю коміксу, перше ж видання останнього тому було випущено тиражем 100 тис. примірників. Всі шість томів побували в списку бестселерів «The New York Times», а також були перекладені на понад 13 мов світу. З серпня 2012 по квітень 2014 комікс було перевидано в кольорі і твердій обкладинці Fourth Estate, відбитком HarperCollins.
Українське видання було представлене 21 вересня 2019 на «CCU2019». Видавцем виступило видавництво MAL'OPUS. Перекладачем стала Олена Оксенич.

## Локації
Всі події коміксів відбуваються в Торонто, провінція Онтаріо. У сюжеті присутні як тонкі натяки, так і прямі посилання на реально існуючі місця міста.
Том 1
- Публічна бібліотека Торонто — Вічвуд Бранч: розташована на Батерст Стріт, відкрита в 1916 році.
- The Rockit: невелике місце для зустрічей місцевих музичних груп в Торонто.
- Pacific Mall: азійський торгівельний центр, який знаходиться поза муніципалітетом Торонто.

Том 2
- Sonic Boom: великий магазин грамзаписів, який відомий купівлею-продажем секонд-хенд дисків.
- No Account Video: це посилання до незалежного відеомагазину Suspect Video, який розташований в Торонто. Реальна назва відеомагазину не була використана, тому що О'Меллі було відмовлено в проханні зробити фото приміщень магазину для подальшого перемалювання.
- Каса Лома: місцева історична будівля, яка притягує до себе увагу туристів. Знаходиться в центрі міста Торонто, представляє собою класичний стиль архітектури і є найзнаменитішою фортецею в Канаді. Також в коміксі представлені Болдвінські сходи, які прокладають дорогу по береговій лінії від Ірокезького озера до будинку на Спедайн Авеню.
- Довідкова бібліотека Торонто: примітна 6-поверхова довідкова бібліотека.
- Lee's Palace: нічний клуб Торонто, який представляє місцевих і іноземних музикантів.

Том 3
- Honest Ed's: великий магазин роздрібної торгівлі, заснований місцевим бізнесменом і театральним магнатом Едом Мірвішем.
- Йонг-Дандас Сквер: велика площа в центрі Торонто.

Том 4
- Пляжі: східна територія Торонто, яка відома своїми пляжами.
- Dufferin Mall: торговельний центр, який знаходиться на Дафферін Стріт.
- Sneaky Dee's: ресторан Текс-Мекс кухні і місце для зустрічей.
- Університет Ніпіссінга: невеликий гуманітарний університет в Норт-Бей, Онтаріо.

Том 5
- Квін Стріт Вест: територія популярних барів і ресторанів.
- Автобусний термінал Торонто: головна міжміська автобусна станція.

## Оцінки й відгуки

### Нагороди
У 2005 році О'Меллі отримав нагороду Doug Wright Award за найкращий талант за перший том «Скотта Пілігрима»  і був номінований на три премії Harvey Awards (найкращий новий талант, найкращий карикатурист і найкращий графічний альбом оригінальної роботи). У 2006 році О'Меллі отримав нагороду «Видатний канадський художник-мультиплікатор коміксів» (сценарист/художник) на Joe Shuster Awards. Раніше він був номінований у тій же категорії в 2005 році.
Американське видання Publishers Weekly визнало третій том «Скотт Пілігрим та безмежна журба» одним з найкращих коміксів 2006 року за опитуванням критиків.
О'Меллі був номінований на Eisner Awards 2006 року в категорії «Найкращий письменник/художник — гумор» за «Скотт Пілігрим проти всього світу» але поступився Кайлу Бейкеру. О'Меллі та «Скотта Пілігрим» також були номіновані на дві премії Eagle Awards 2006 року та номіновані на другу премію Wright Award («Скотт Пілігрим проти всього світу»).
У 2007 році О'Меллі отримав премію Harvey Awards. Серія також отримала місце в рейтингу A-List Entertainment Weekly за 2007 рік.
У 2010 році О'Меллі вперше отримав Eisner Awards в категорії «Найкраща гумористична публікація» за книгу «Скотт Пілігрим проти Всесвіту».

## Адаптації

### Фільм
«Скотт Пілігрим проти світу» — фільм режисера Едгара Райта за мотивами серії коміксів з Майклом Сера і Мері Елізабет Вінстед в головних ролях.

### Відеогра
Відеогра, заснована на серії коміксів, була анонсована на San Diego Comic Con у 2009 році. Розробку вела студія Ubisoft Montreal, реліз був приурочений до прем'єри фільму. Гра представляє собою сайд-скроллер на чотирьох гравців, в якому помітний вплив 8-біт і 16-бітних відеоігор. На вибір гравцю представлені чотири персонажа: Скотт Пілігрим, Рамона Флаверс, Кім Пайн і Стівен Стіллз. 26 березня 2010 року на ігровій виставці PAX East в Бостоні учасники чіптюн-гурту Anamanaguchi оголосили, що вони займуться саундтреком до гри Ubisoft. Над дизайном гри працював Пол Робертсон, який відомий створенням анімації, стилізованої під спрайти.
Гра доступна для завантаження в онлайн магазинах PlayStation Store і Xbox Live Arcade.
Видалена з PlayStation Store в 2014 році через порушення прав на публікацію.
10 вересня 2020 року Ubisoft оголосили, що гра нарешті буде перевипущена на своє 10-річчя з усім доступним для завантаження вмістом як Scott Pilgrim vs. the World: The Game — Complete Edition. Гра була випущена на PlayStation 4, Xbox One, Nintendo Switch, ПК і Stadia 14 січня 2021 року.

### Скотт Пілігрим проти Анімації
Короткометражний мультфільм, який транслювався на Adult Swim 12 серпня 2010 року під оригінальною назвою «Scott Pilgrim vs. the Animation» і заснований на подіях другої частини коміксу.

### Мобільні комікси
Випуском адаптації коміксів для мобільних пристроїв займалися видавництва HarperCollins і Robot Comics. Даний додаток використовує рух, звук і вібрацію для створення оригінального досвіду читання і включає в себе додаткові матеріали, приховані в сценах коміксу. Додаток доступний для iPhone, iPod touch і iPad і пристроїв на платформі Android.

### Аніме
У січні 2022 року стало відомо про розробку аніме-серіалу від Netflix та Universal Content Productions, а вже 17 листопада 2023 року виходить повний перший сезон з 8 серій «Скотт Пілігрим стає до бою». Створенням анімації зайнялась японська студія Science Saru, продюсером стала Юнюн Чой, а режисером Абель Гонгора. Виконавчими продюсерами виступили Едгар Райт, Ніра Парк, Майкл Беколл та інші. Наприкінці березня 2023 року було оголошено, що оригінальний акторський склад фільму повторить свої ролі для телесеріалу. Серіал служить як продовженням, так і альтернативним переказом подій у коміксах.

## Цікаві факти
- Більшість назв та імен в коміксі промовисті. В основному вони є або прямими посиланнями на об'єкти чи людей реального світу, або напряму пов'язані з якимись характерними рисами свого власника.
  - Юний Ніл та Стівен Стіллз названі на честь Ніла Янга і Стівена Стіллза з групи «Crosby, Stills, Nash & Young».
  - Група «The Clash at Demonhead» була названа на честь однойменної гри на Nintendo Entertainment System.
  - Група «Sex Bob-omb» названа на честь одного з противників (Bob-omb) в грі «Super Mario Bros. 2».
  - Лінетт Гікотт, барабанщиця групи «The Clash at Demonhead», названа на честь Тома Гікотта (Tom Guycott) — головного лиходія однойменної гри.
  - Наступні імена й прізвиська очевидно пов'язані з особливостями персонажів:
    - Прізвисько Наталі Адамс — «Енві» (англ. Envy) означає «заздрість».
    - Ім'я Найвз Чау (англ. Knives) означає «ножі» або «кинджали», що є посиланням до зброї, яку вона використовує.
    - Прізвище Джулі Паверс (англ. Powers) походить від слова «міць» або «сила».
    - Прізвище Рамони Флаверс (англ. Flowers) походить від слова «квіти» і є посиланням на її звичку постійно перефарбовувати волосся.
- Прототипом Скотта Пілігрима став сам автор коміксів Браян Лі О'Меллі, який провів юність в Торонто: «Скотт — втілення моєї юнацької мрії. Він безтурботний, його люблять дівчата, він б'ється, як супергерой. В його віці я також грав у групі, у мене з'явились нові друзі, і мені хотілось їх чимось здивувати.»

## Зноски
1. ↑  So Who Is This Scott Pilgrim Person Anyway?. Архів оригіналу за 26 березня 2009. Процитовано 1 февраля, 2011.
2. 1 2 3  Publishers Weekly — Bryan Lee O’Malley takes next graphic novel to Villard. Архів оригіналу за 12 січня 2012. Процитовано 10 грудня 2016.
3. 1 2  Hudson, Laura HudsonLaura (14 липня 2011). Bryan Lee O'Malley Talks 'Monkey Manga' with the Men Who Influenced 'Scott Pilgrim' [Exclusive]. ComicsAlliance (англ.). Процитовано 5 грудня 2023.
4. 1 2  radiomaru. Questions & answers VI. RADIOMARU.COM. Процитовано 5 грудня 2023.
5. ↑  radiomaru. Hey, how did you think of the idea of the whole Scott Pilgrim story line and is there ay particular reason why you did it in B&W?. RADIOMARU.COM. Процитовано 5 грудня 2023.{{cite web}}:  Обслуговування CS1: Сторінки з параметром url-status, але без параметра archive-url (посилання)
6. ↑  RADIOMARU.COM. RADIOMARU.COM. Процитовано 5 грудня 2023.
7. ↑  Trove. trove.nla.gov.au. Процитовано 9 грудня 2023.
8. ↑  Phegley, Kiel (30 березня 2012). ECCC12: Bryan Lee O'Malley's "Scott Pilgrim" - In Color!. CBR (англ.). Процитовано 9 грудня 2023.
9. ↑  www.time-cat.com http://www.time-cat.com/wrights.html. Процитовано 25 листопада 2023. {{cite web}}: Пропущений або порожній |title= (довідка)
10. ↑  The Harvey Awards. web.archive.org. 27 лютого 2012. Архів оригіналу за 27 лютого 2012. Процитовано 25 листопада 2023. [Архівовано 2012-02-27 у Wayback Machine.]
11. ↑  2005 Nominees and Winners. THE JOE SHUSTER AWARDS (англ.). 30 грудня 2008. Процитовано 25 листопада 2023.
12. ↑  The First Annual PW Comics Week Critic's Poll - 12/19/2006 - Publishers Weekly. web.archive.org. 12 квітня 2008. Архів оригіналу за 12 квітня 2008. Процитовано 25 листопада 2023.
13. ↑  The 2011 Eisner Awards: AMD Sponsors 2011 Eisners :: Winners List. web.archive.org. 2 листопада 2011. Архів оригіналу за 2 листопада 2011. Процитовано 25 листопада 2023. [Архівовано 2010-08-13 у Wayback Machine.]
14. ↑  CCI: Scott Pilgrim: The Video Game — Comic Book Resources. Архів оригіналу за 5 квітня 2016. Процитовано 10 грудня 2016.
15. ↑  Twitter / Anamanaguchi: WE ARE DOING THE MUSIC FOR …. Архів оригіналу за 7 березня 2016. Процитовано 10 грудня 2016.
16. ↑  Scott Pilgrim hands-on details, screens hit the web, Scott Pilgrim vs the World PS3 News | GamesRadar. Архів оригіналу за 15 червня 2011. Процитовано 10 грудня 2016.
17. ↑  Scott Pilgrim’s Precious Little App for iPhone, Android, iPod touch and iPad. Архів оригіналу за 13 березня 2022. Процитовано 28 березня 2022.
18. ↑  'Scott Pilgrim Takes Off' on Netflix: Does Scott Pilgrim Die in the Comics? (амер.). Процитовано 23 листопада 2023.
19. ↑  London, Rob (30 березня 2023). 'Scott Pilgrim vs. The World's Original Cast Returns to Voice Anime Series. Collider (англ.). Процитовано 23 листопада 2023.